# Stuttgarter Kabelattentat
Beim Stuttgarter Kabelattentat zerstörten vier junge Stuttgarter Kommunisten ein Rundfunkkabel, mit dem eine Rede Adolf Hitlers übertragen wurde, als dieser am 15. Februar 1933 in Stuttgart war. In Stuttgart wurde nach dem Zweiten Weltkrieg die Legende verbreitet, Hitler habe die Stadt wegen dieses „Anschlags“ nie wieder besucht. Das Kabelattentat war der erste Anschlag gegen Adolf Hitler und blieb es auch für längere Zeit.

## Ablauf
Hitler besuchte im Wahlkampf vor den Reichstagswahlen am 5. März 1933 Stuttgart, um dort eine Rede zu halten. Er sprach in der Stadthalle; die Rede wurde auch auf den Stuttgarter Marktplatz übertragen und im damaligen Süddeutschen Rundfunk (SÜRAG) in Stuttgart und im damaligen Südwestdeutschen Rundfunk (SÜWRAG) in Frankfurt am Main gesendet. Gegen Ende der Rede, die von 20:15 bis 21:25 Uhr dauern sollte, wurde die Übertragung um 21:17 Uhr unterbrochen, weil ein oberirdisches Rundfunkkabel in einer Hofeinfahrt in der Werderstraße 20 durchtrennt worden war.
Durchgeführt wurde die Tat von den vier jungen Arbeitern Wilhelm Bräuninger, Alfred Däuble, Hermann Medinger und Eduard Weinzierl. Die Anregung dazu erhielten sie wahrscheinlich von Kurt Hager, der später Mitglied des SED-Politbüros der DDR wurde. Laut Harald Stingele stammte die Idee jedoch von dem Postangestellten Theodor Decker; er lieferte die Information, wo die Übertragungskabel oberirdisch verliefen, da er im Telegrafenbauamt arbeitete. Die vier hatten schon an einer anderen Stelle versucht, an das Kabel heranzukommen, wo sie aber von SA-Posten angesprochen worden waren. In der Werderstraße lenkten Bräuninger und Weinzierl die Passanten ab, indem sie sie in ein Gespräch verwickelten, Däuble stieg inzwischen auf Medingers Schultern und durchschlug das Kabel in rund vier Metern Höhe. Die vier konnten unerkannt entkommen.

## Nachwirkung
Die Verantwortlichen beim damaligen Süddeutschen Rundfunk konnten sofort feststellen, dass nur ein Schaden am Übertragungskabel für die Unterbrechung verantwortlich sein konnte, und begaben sich zu Adolf Hitler, um ihre Unschuld zu beteuern. Zur Verantwortung gezogen wurden schließlich drei Postbeamte, weil damals die Post für die Rundfunkkabel verantwortlich war. Die drei Beamten wurden kurzzeitig beurlaubt, konnten aber bereits im Februar ihre Arbeit wieder aufnehmen. Der Landtagsabgeordnete Johannes Fischer (DDP) hatte sich in einer kleinen Anfrage für sie eingesetzt.
Die vier Arbeiter blieben in Stuttgart, trafen sich dort in Kneipen und hatten wohl auch mit ihrer Tat angegeben. Auf Grund eines Wirtshausstreits und Denunziation wurden sie schließlich 1935/36 verhaftet und zu Gefängnisstrafen zwischen 21 Monaten und zwei Jahren verurteilt. Der Staatsanwalt forderte eine Bestrafung wegen Hochverrats, das Gericht aber meinte, dass die KPD zur Tatzeit noch nicht verboten war, und sah auch strafmildernd, dass die Angeklagten verärgert waren, dass ihrer Partei die „Wahlagitation“ im Rundfunk verboten war. Däuble, einer der Verurteilten, war mehrfach inhaftiert, u. a. mit Kurt Schumacher im Lager Heuberg. Er konnte sich 1942 als Soldat in Thessaloniki dank Fürsprache seines Hauptmanns der Gestapo entziehen.
Matthäus Eisenhofer, der Begründer des Süddeutschen Rundfunks (SDR), behauptete in seinen Memoiren Mein Leben im Rundfunk, dass Hitler danach in Stuttgart nie wieder eine Rede gehalten habe, trotz eines nochmaligen Redeauftritts Hitlers in der Stadthalle Stuttgart im Rahmen eines eintägigen Kurzbesuchs am 1. April 1938.
Die Geschichte des Kabelattentats ist in Stuttgart bis heute populär und wird noch immer mündlich überliefert.